# Bárbara Norton de Matos
Bárbara Franco de Sousa Norton de Matos (Lisboa, 7 de Julho de 1979) é uma actriz portuguesa.

## Biografia
Em setembro de 2024, depois de 3 anos sem trabalhar como atriz, começou a dedicar-se às redes sociais e à gestão de uma loja de águas de colónia e óleos hidratantes corporais.

### Vida pessoal
De Gonçalo Pina e Melo (1977) tem uma filha, Luz Norton de Matos Pina e Melo (7 de abril de 2006 (19 anos)).
Foi mãe de Flor em maio de 2015, fruto do seu relacionamento com Ricardo Areias (que foi pai pela primeira vez).
Em junho de 2017, casou-se com o pai de sua filha, Ricardo Areias. Divorciaram-se ao fim de 9 meses de casamento, em março de 2018.
Em janeiro de 2024, assumiu o namoro com o cavaleiro tauromáquico João Moura Caetano, relação que terminou em Junho de 2024.

## Televisão
| Ano         | Projeto                                 | Papel                                           | Notas                 | Canal |
| ----------- | --------------------------------------- | ----------------------------------------------- | --------------------- | ----- |
| 2001 - 2002 | Nunca Digas Adeus                       | Mónica de Almeida Barreto                       | Elenco Principal      | TVI   |
| 2002 - 2003 | Amanhecer                               | Maria do Amparo Sousa                           | Elenco Principal      | TVI   |
| 2004 - 2005 | Baía das Mulheres                       | Maria do Mar Quintino Pereira Botelho Magalhães | Protagonista          | TVI   |
| 2005        | Inspetor Max                            | Sílvia Nunes                                    | Elenco Principal      | TVI   |
| 2006 - 2007 | Tu e Eu                                 | Clara Vieira da Maia                            | Co-Protagonista       | TVI   |
| 2007 - 2008 | Deixa-me Amar                           | Madalena Seabra                                 | Antagonista           | TVI   |
| 2008        | Morangos com Açúcar - Férias de Verão 5 | Elisabete Pardal                                | Elenco Principal      | TVI   |
| 2008 - 2009 | Olhos nos Olhos                         | Eva Silva Pereira                               | Coadjuvante           | TVI   |
| 2009 - 2010 | Sentimentos                             | Inês Coutinho                                   | Elenco Principal      | TVI   |
| 2010 - 2011 | Sedução                                 | Raquel Pinto                                    | Elenco Principal      | TVI   |
| 2012 - 2013 | Louco Amor                              | Berta Abreu                                     | Elenco Principal      | TVI   |
| 2014        | Bem-Vindos a Beirais                    | Mafalda                                         | Atriz Convidada       | RTP1  |
| 2014 - 2015 | Mar Salgado                             | Sara Teixeira                                   | Elenco Principal      | SIC   |
| 2016        | Mulheres Assim                          | Marta                                           | Participação Especial | RTP1  |
| 2017 - 2018 | Paixão                                  | Mónica Marques                                  | Elenco Principal      | SIC   |
| 2019 - 2020 | Nazaré                                  | Sofia Carvalho                                  | Elenco Principal      | SIC   |
| 2021 - 2022 | Amor Amor                               | Emília Carneiro                                 | Elenco Principal      | SIC   |
| 2021        | Estamos em Casa                         | Ela Própria                                     | Apresentadora         | SIC   |
| 2024        | Passadeira Vermelha                     | Ela Própria                                     | Comentadora           | SIC   |

## Cinema
- Debaixo da Cama de Bruno Niel (produzido por Paulo Branco, em 2001).

## Livros
- Escrito nas Estrelas, editora Caderno, 2010, carregador de telemovel
- "Espero por ti", Edições Asa, 2012